# Paranhos (Mato Grosso do Sul)
Paranhos – miasto i gmina w Brazylii, w stanie Mato Grosso do Sul.